# Declieuxia humilis
Declieuxia humilis är en måreväxtart som först beskrevs av Johannes Müller Argoviensis, och fick sitt nu gällande namn av Joseph Harold Kirkbride. Declieuxia humilis ingår i släktet Declieuxia och familjen måreväxter. Inga underarter finns listade i Catalogue of Life.